# Перська середньовічна кераміка

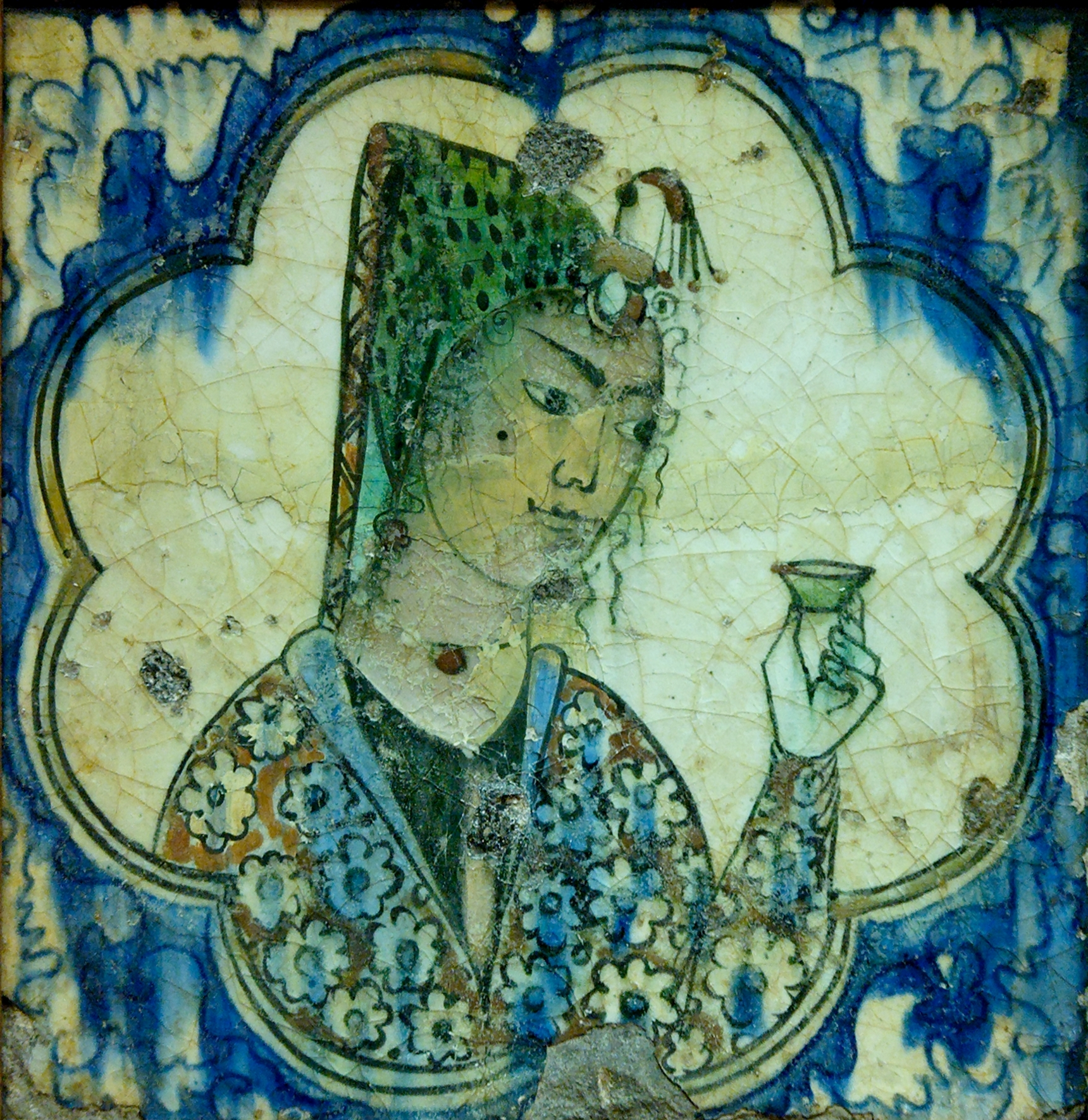
Кахля «Дівчина з чаркою», Північно-західна Персія, кінець 17 ст., (Лувр, Париж)

Пе́рська середньові́чна кера́міка  — уславлена галузь керамічного виробництва Персії (Ірану), що посіла вартісне місце в історії світового мистецтва.

## Загальна характеристика

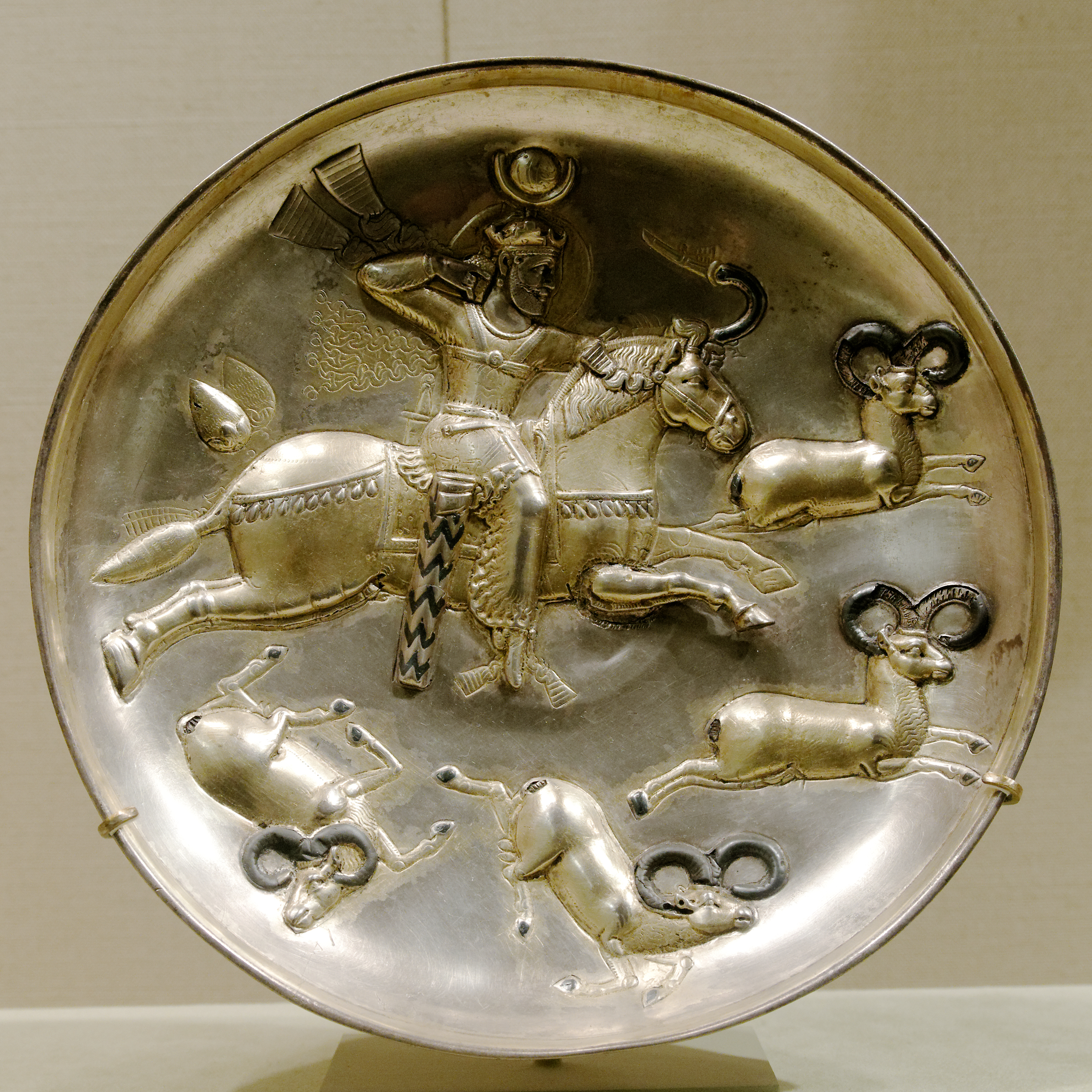
Сасанідська таріль зі сценою царського полювання, походить з Казвіна, 5 ст. н. е., Музей мистецтва Метрополітен, США

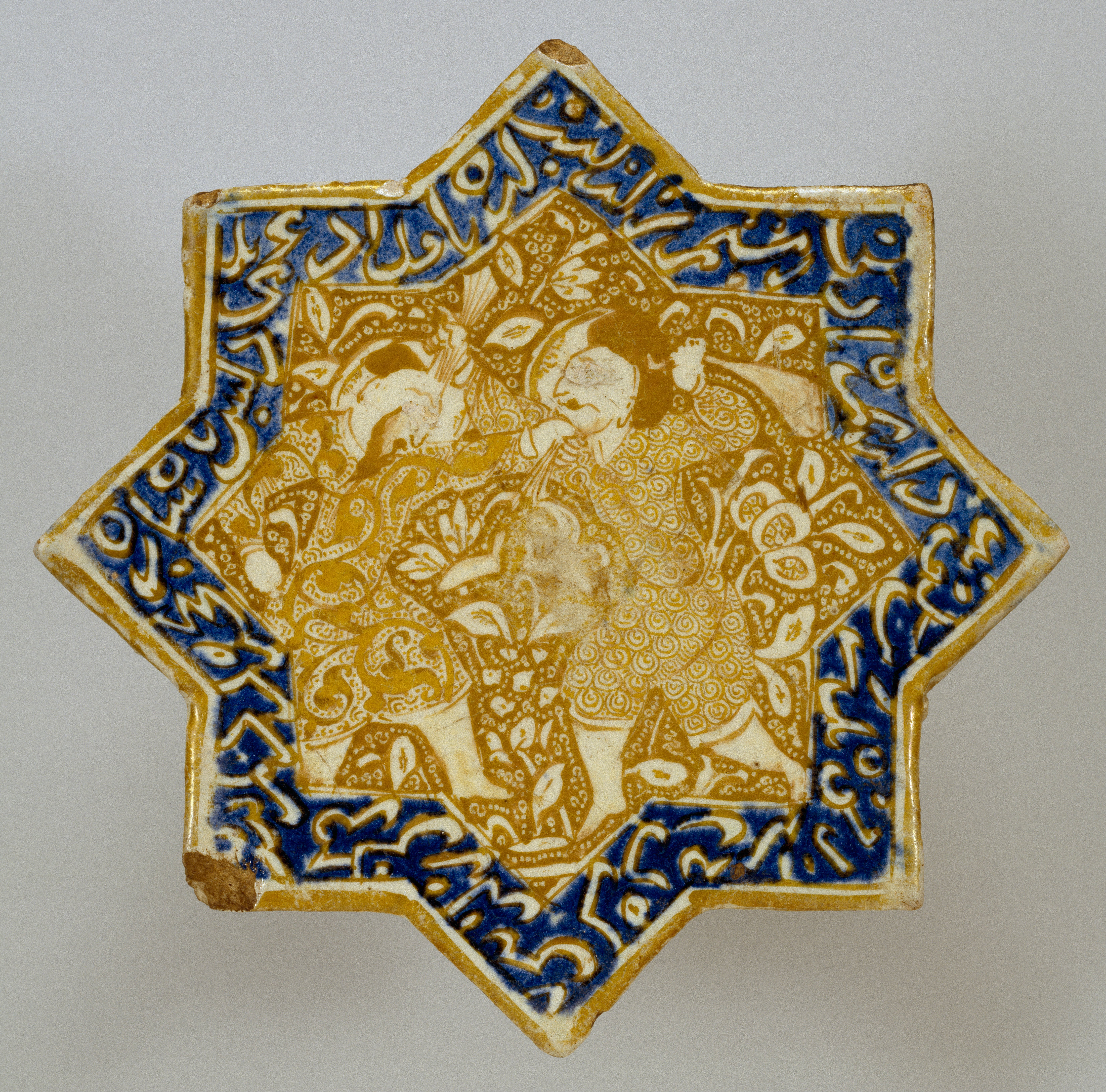
Зірчаста кахля з двобоєм вояків, Іран, 13 ст., Художній музей Волтерс, США

Як і давньогрецька кераміка середньовічна кераміка Персії стала добрим археологічним матеріалом для вивчення мистецтва, побуту та історії перської держави.
Середньовічна кераміка Персії є досить поширеною, всмоктала в себе ремісничі традиції виготовлення срібного, золотого чи золоченого посуду попередньої доби династії Сасанідів (3-7 ст. н. е.), досягла високого шаблю розвитку на новому етапі історичного розвитку при збереженні специфіки саме керамічного виробництва. Сюжетно керамічний посуд доби перського середньовіччя має спільні риси з сюжетами металевого посуду династії Сасанідів, звідси поширені зображення диких тварин, царських полювань на диких звірів тощо. Але коштовні метали — рідкісна і малодоступна сировина для ремісника, тоді як глина — дешева і розповсюджена.
Технології виготовлення кераміки в провінціях Персії постійно удосконалювались. Відомо, що створення ваз зі складним декором, зображеннями тварин чи сюжетними сценами мало декілька етапів, було складним, трудомістким. Тільки розфарбування і випалення проводили до п'яти-шести разів за різними температурами. Низький технічний рівень тої доби обмежував як розміри керамічних виробів, так і приводив до розтріскування чи псування керамічних виробів на кожному етапі виробництва.
Керамічне виробництво в перській державі розпадалось на столичне і провінційне, індивідуальне і в царських майстернях. Керамісти поза царських майстерень згуртовувались у власні товариства, що нагадує європейським дослідникам цехову організацію або гільдії. Виробилась власна художня і досить умовна система дозволених образів, котра не виходила за межі світогляду феодальної доби.
Процес виготовлення кераміки в часи перського середньовіччя відновлюється науковцями на основі аналізу глини, результатів розкопок гончарних майстерень, порівняння тодішніх виробів із сучасними аналогами і результатів мистецтвознавчих досліджень розпису ваз, написів на них тощо.
Як і в Європі керамісти Персії не знали технологій виробництва порцеляни Китаю. Хоча були знайомі з китайською порцеляною завдяки географічній близькості до кордонів Китаю і тісним торговельним зв'язкам. Кераміка середньовічної Персії тим не менше набула оригінальності і національного забарвлення, не схожого з керамічними виробами будь-якої мусульманської країни.

## Сировина і технології
Персія розташована на плато з великими покладами вапна, важких глин і мінералів. Це сприяло ранньому виробництву керамічного посуду і цегли для будівництва. Природний камінь мав помітно менше використання в місцевій архітектурі, ніж цегла.

## Історія

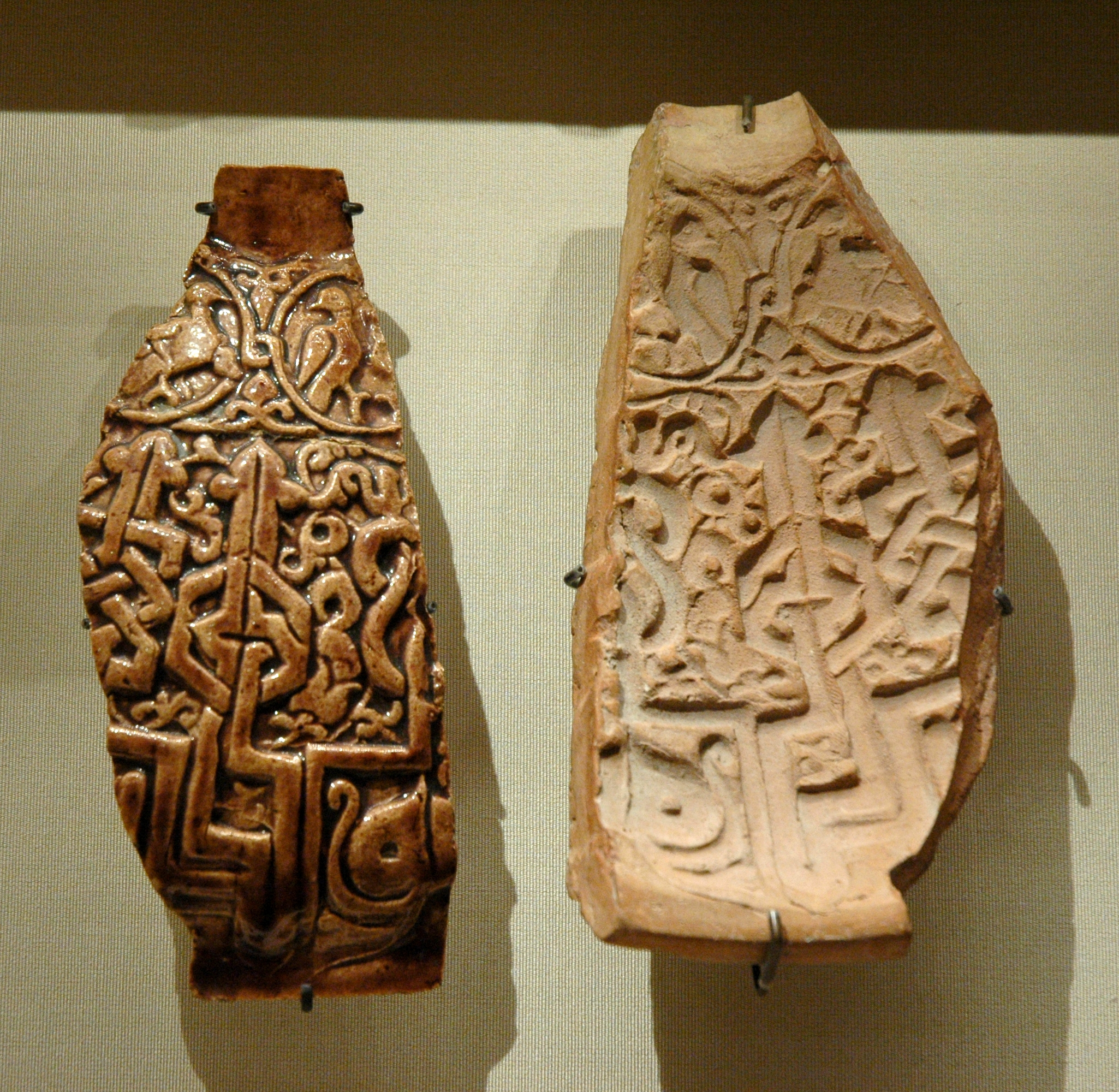
Уламок матриці для керамічних виробів зі складним візерунком, 13 ст., Нішапур, Персія (Музей мистецтва Метрополітен, Нью-Йорк)

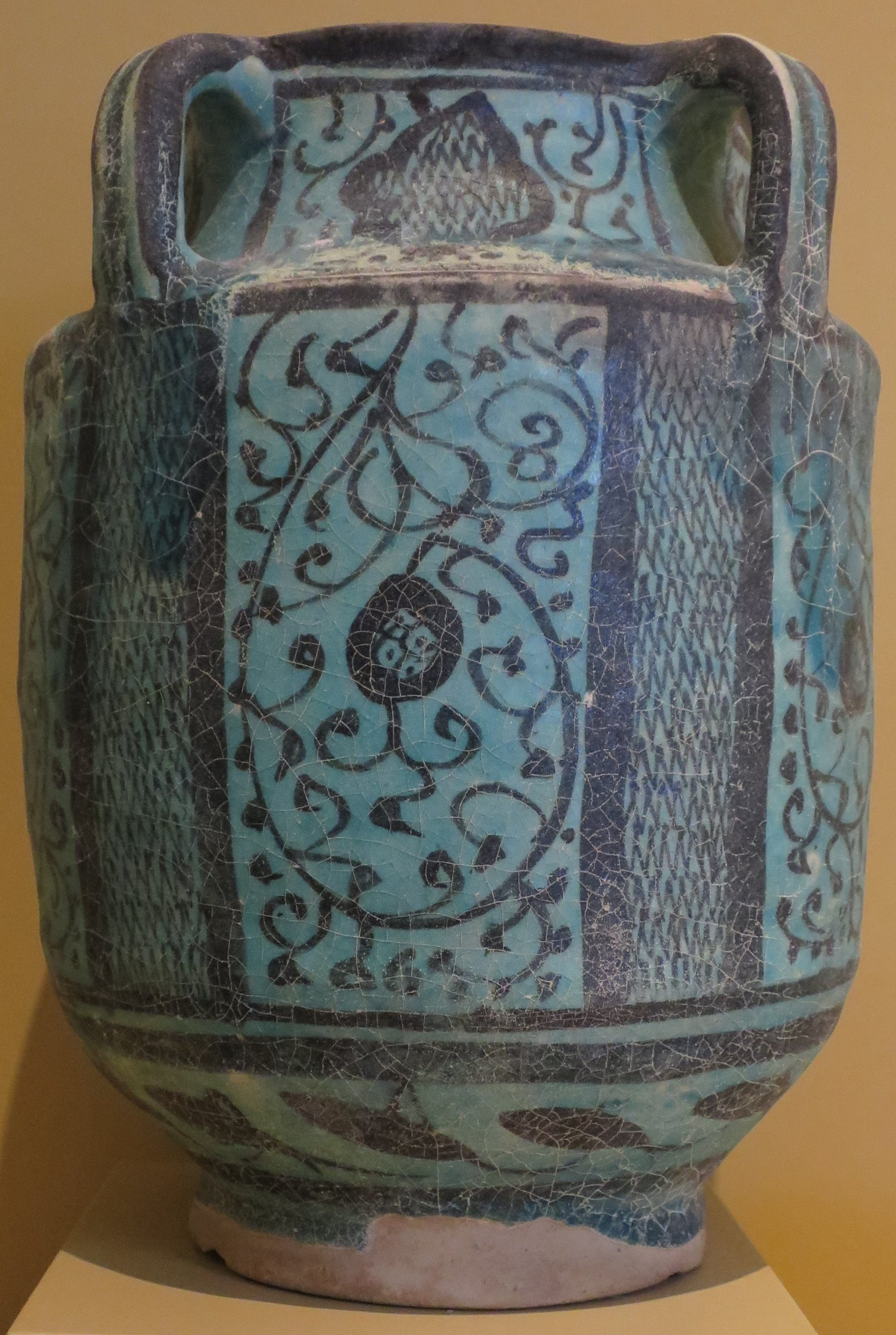
Перський керамічний посуд, підглазурний розпис, 13 ст., Гонолулу.

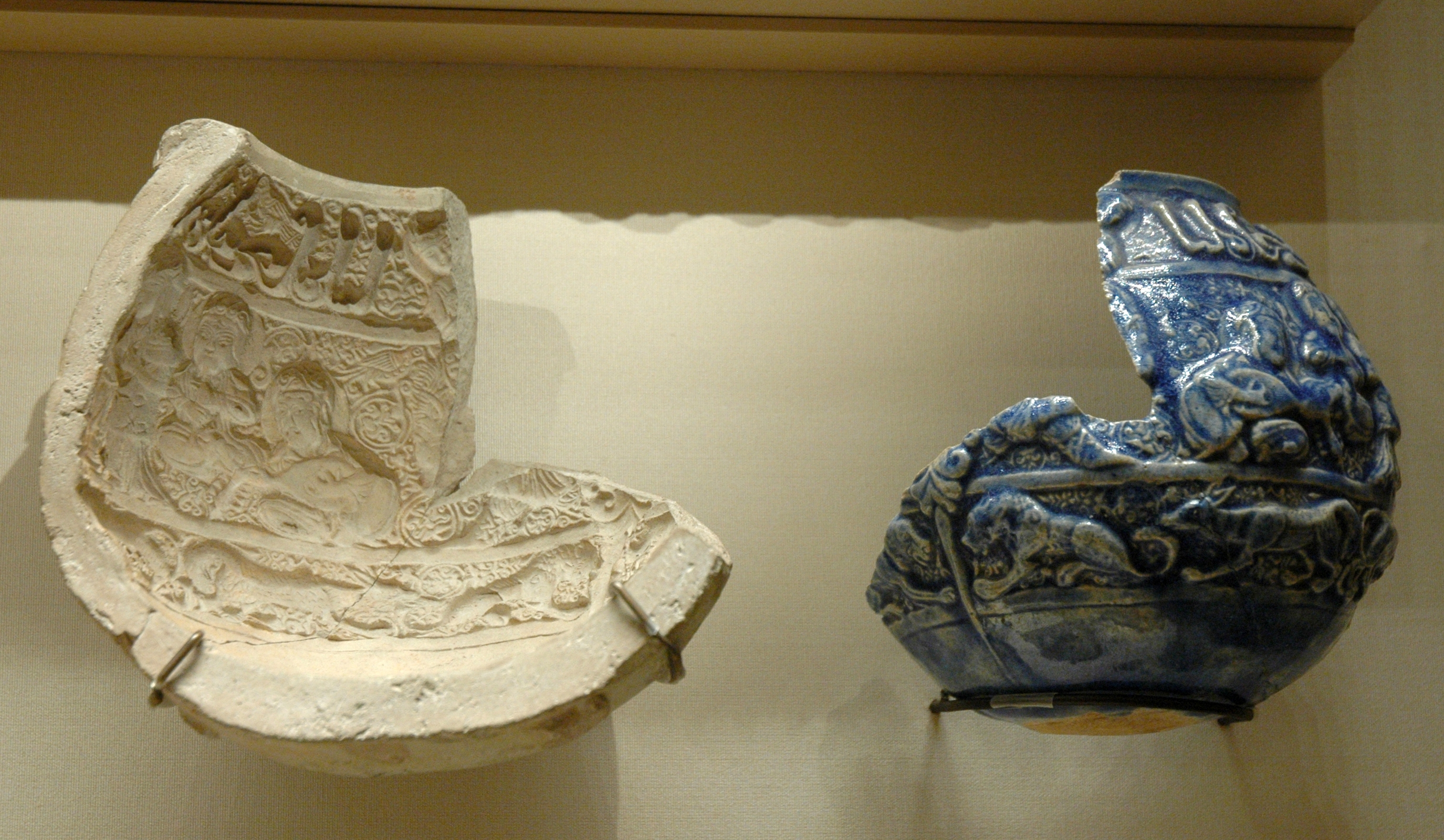
Уламок матриці для керамічних виробів зі складним візерунком, Нішапур, Персія, 13 ст., Музей мистецтва Метрополітен, США

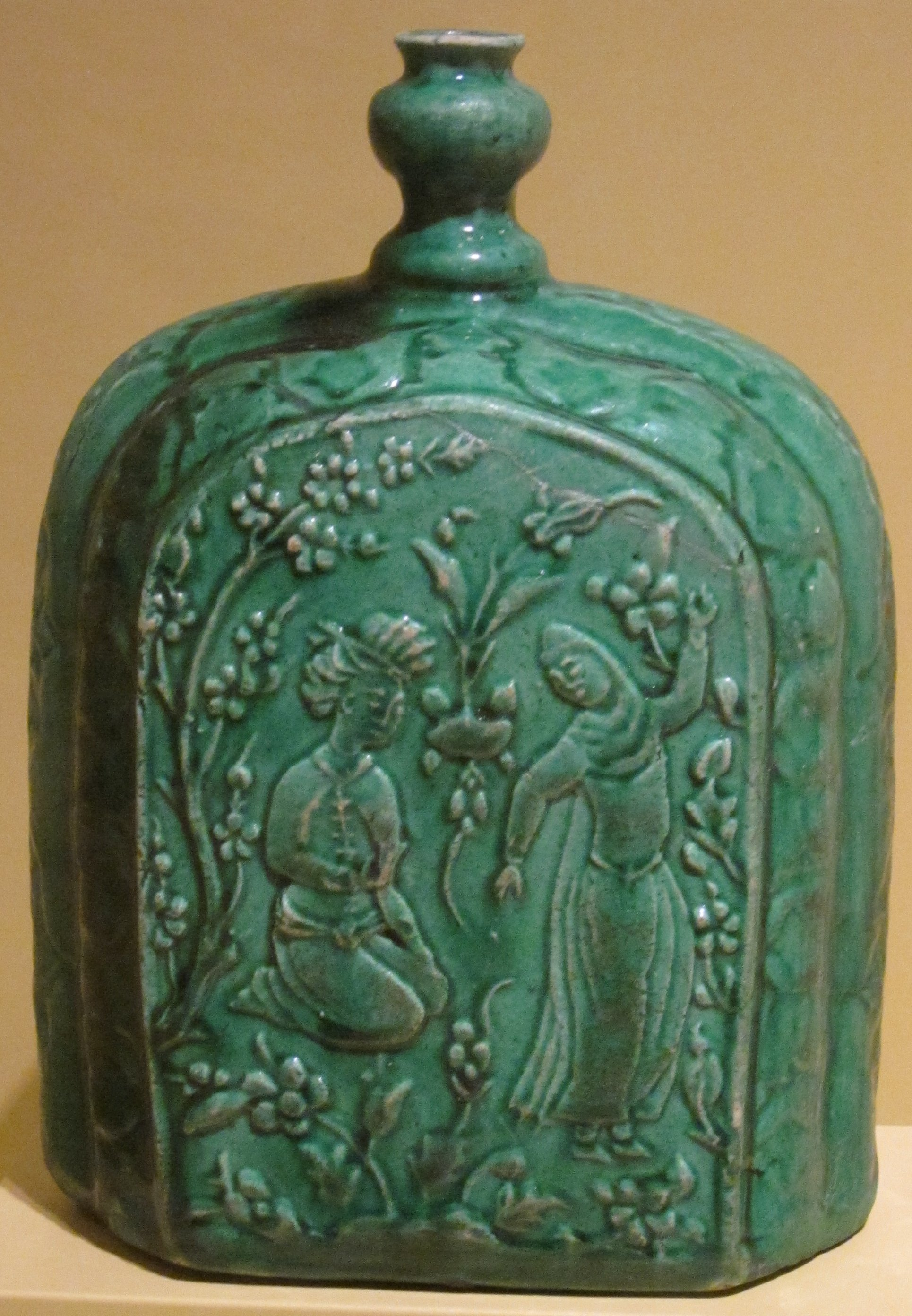
Перська керамічна пляшка з закоханою парою, 17 ст., Гонолулу

Виробництво художньої кераміки в середньовічній Персії відраховують з восьмого (8 ст.)століття нашої ери. Вже тоді використовували надглазурний люстровий розпис.
Традиційно використання люстра пов'язують з легендою про намагання замінити дешевими керамічними виробами (із золотавим розфарбуванням) коштовний посуд із золота і срібла. Насправді кераміка із золотавим розфарбуванням мало схожа (часто зовсім не схожа) з коштовним металевим посудом, далека від його імітації і мала в основі власні керамічні традиції домусульманського періоду. Саме ці ремісничі традиції і обумовили розквіт керамічного виробництва перської держави. Мали місце взаємовпливи в декоруванні, серед котрих спільні композиційні рішення, використання техніки резерва (частка поверхні вироба залишається нерозфарбованою), тло могло бути рясно вкрите орнаментами тощо.
З арабської архітектури і мистецтва були цілком викинуті зображення головного бога, а відтак набула міці заборона на зображення людини як такої. Через це зникла перська монументальна скульптура домусульманського періоду. Але Персія мала відмінні властивості у власному мистецтві, де образ людини ніколи не зникав остаточно (незважаючи на заборони мусульманства) і перейшов у мініатюри рукописів, у декор палацових стінописів, у твори декоративно-ужиткового мистецтва і перську кераміку.
В 12-14 ст. середньовічна кераміка Персії вже дійшла до реального розквіту. Значними були досягнення як у виробництві побутового і парадного посуду, так і в декоративних деталях, призначених для місцевої архітектури. Майстри максимально повно використовували пластичні властивості вологої глини, залишаючи в готовому виробі м'якість контурів і декотру схематичність, як в рельєфах на його поверхні, так і в мальованих зображеннях. Форми посуду зберігають функціональну спрощеність заокруглених об'ємів, тоді як декор стрімко розвивається і помітно ускладнюється. Серед сюжетів переважали сцени з палацового побуту володарів, сцени полювання на диких звірів, зображення вершників, образи місцевого фольклора, епізоди з епоса «Шах-наме», зображення музикантів, реальних і фантазійних тварин. В залежності від обдарованості художника виникають розписи посуду, що зрозумілі з першого огляду, тоді як інші розраховані на довге споглядання і дивують як сюжетами, так і рясними, дрібними візерунками. Більшість персонажів створена за певною схемою і помітно узагальнена. Вони мають великі голови, орнаментований одяг, що приховує тіло, дещо одноманітні пози і рухи. Обличчя персонажів заокруглені, безвиразні і схематичні, важко розпізнати їх настрій. Всі (наче близькі родичі) мають однаково намальовані очі, тонкі брови, що сходяться на лобі, маленькі роти.
Схематичність і узагальненість притаманна і зображенням тварин при збереженні реальних спостережень за їх поведінкою.
Лише незначна кількість керамічних центрів набула такого рівня розвитку, що звернулась до створення фігурного посуду у вигляді тварин. Декілька центрів середньовічної Персії досягли саме такого рівня і почали виробляти керамічних птахів і тварин, серед котрих соколи, коні, верблюди. Серед цих виробів знайдені і фігурки, що позбавлені функцій посуду, бо вини мали самостійне скульптурне значення.

## Кераміка в перській архітектурі

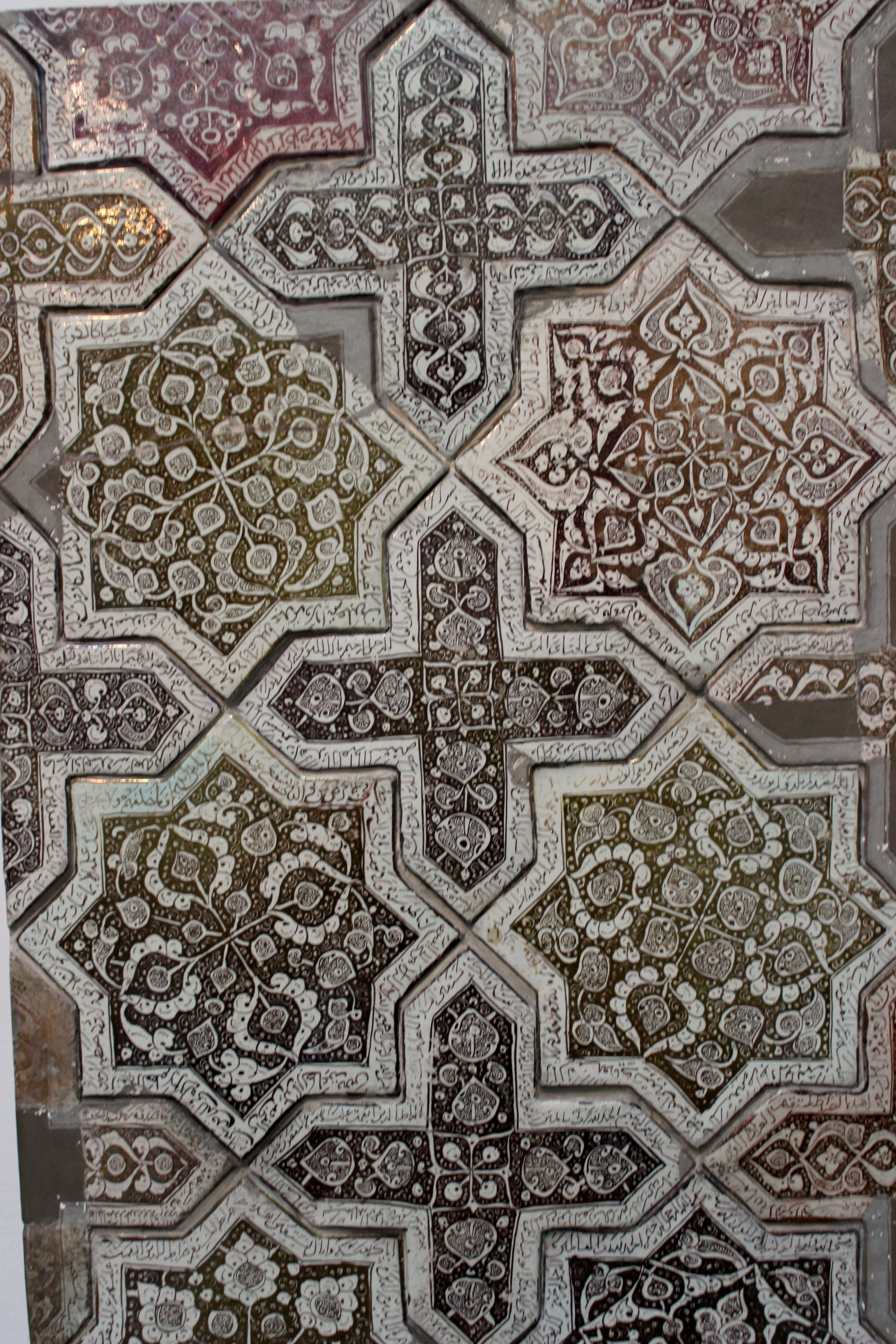
Зірчасті і хрещаті кахлі з арабськими написами по периметру, Кашан, 13 ст., Музей ісламського мистецтва, Берлін.

Новий поштовх для розвитку отримали кольорові кахлі з люстром. Вони стають окремим і видатним явищем в ужитковому мистецтві Персії 12-14 ст. Ними викладали міхраби, панелі в інтер'єрах і на фасадах. Уславились зірчасті і хрестоподібні кахлі, котрими також викладали великі орнаментальні панелі за певною схемою у внутрішніх приміщеннях великих споруд. Кахлі з сюжетними розписами і люстром йшли також на декор у світських спорудах.
З 14 ст. почали використовувати кольори і на фасадах споруд. Отримали поширення орнаменти з неглазурованої і глазурованої цегли, різьблена керамічна мозаїка, майолікові вставки з розписами.

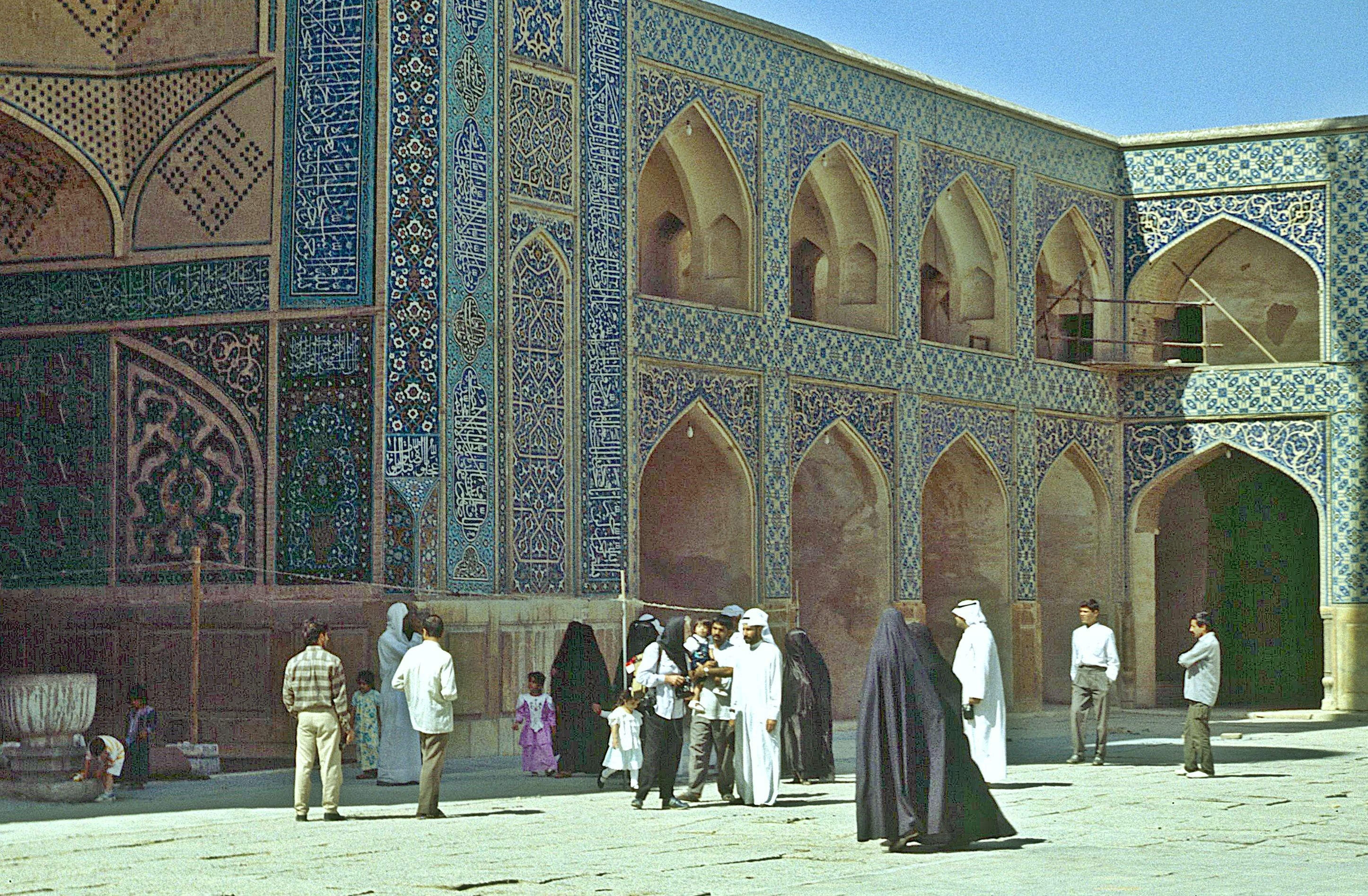
Соборна мечеть, керамічний декор, Ісфаган
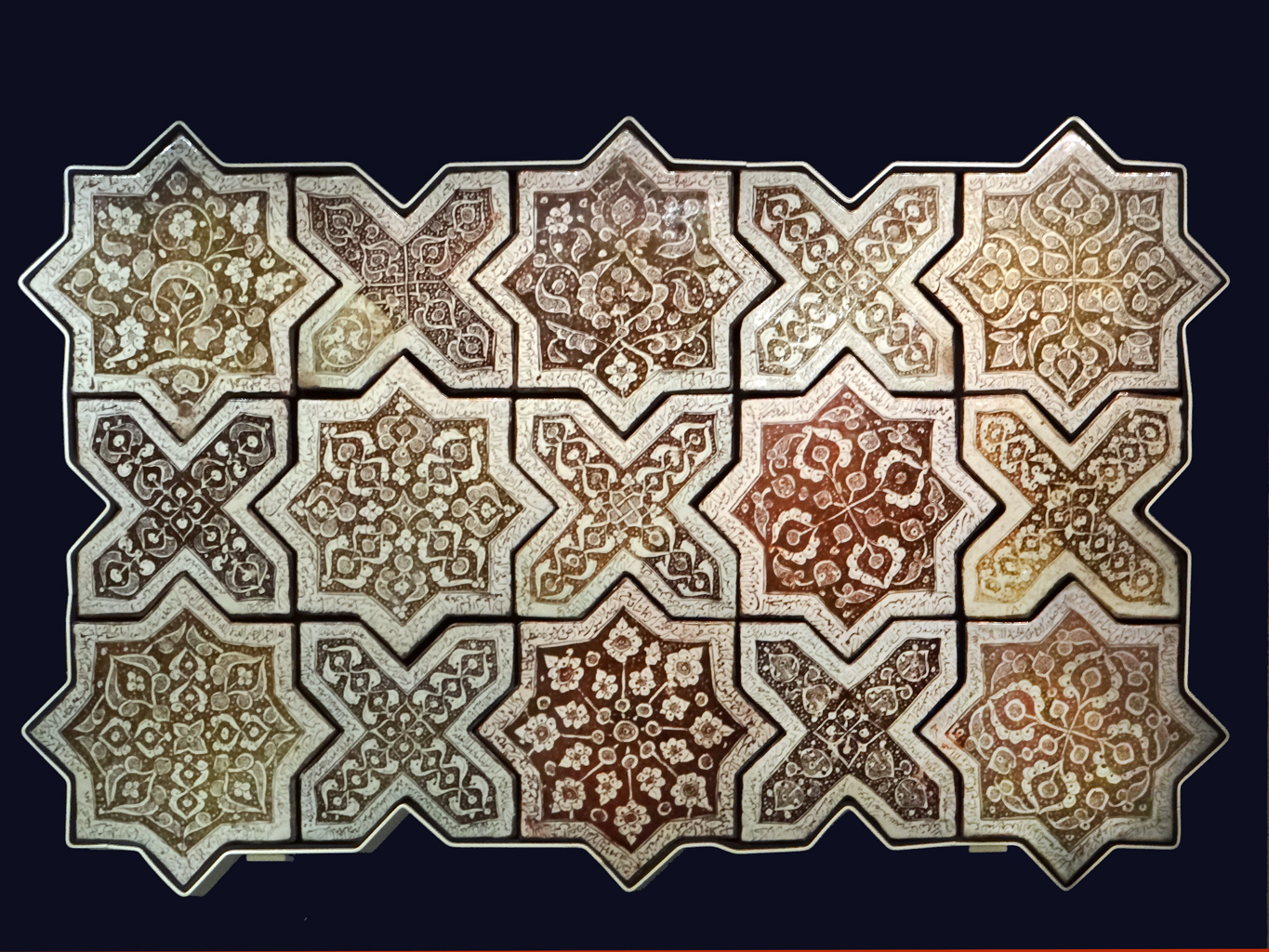
Керамічні кахлі з люстром, Кашан,  1262 р.
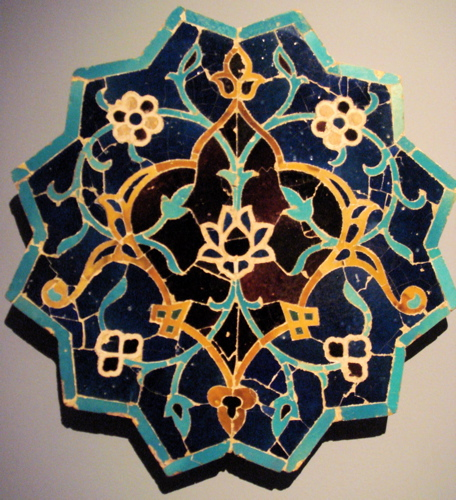
Кахля 15 ст, Персія,
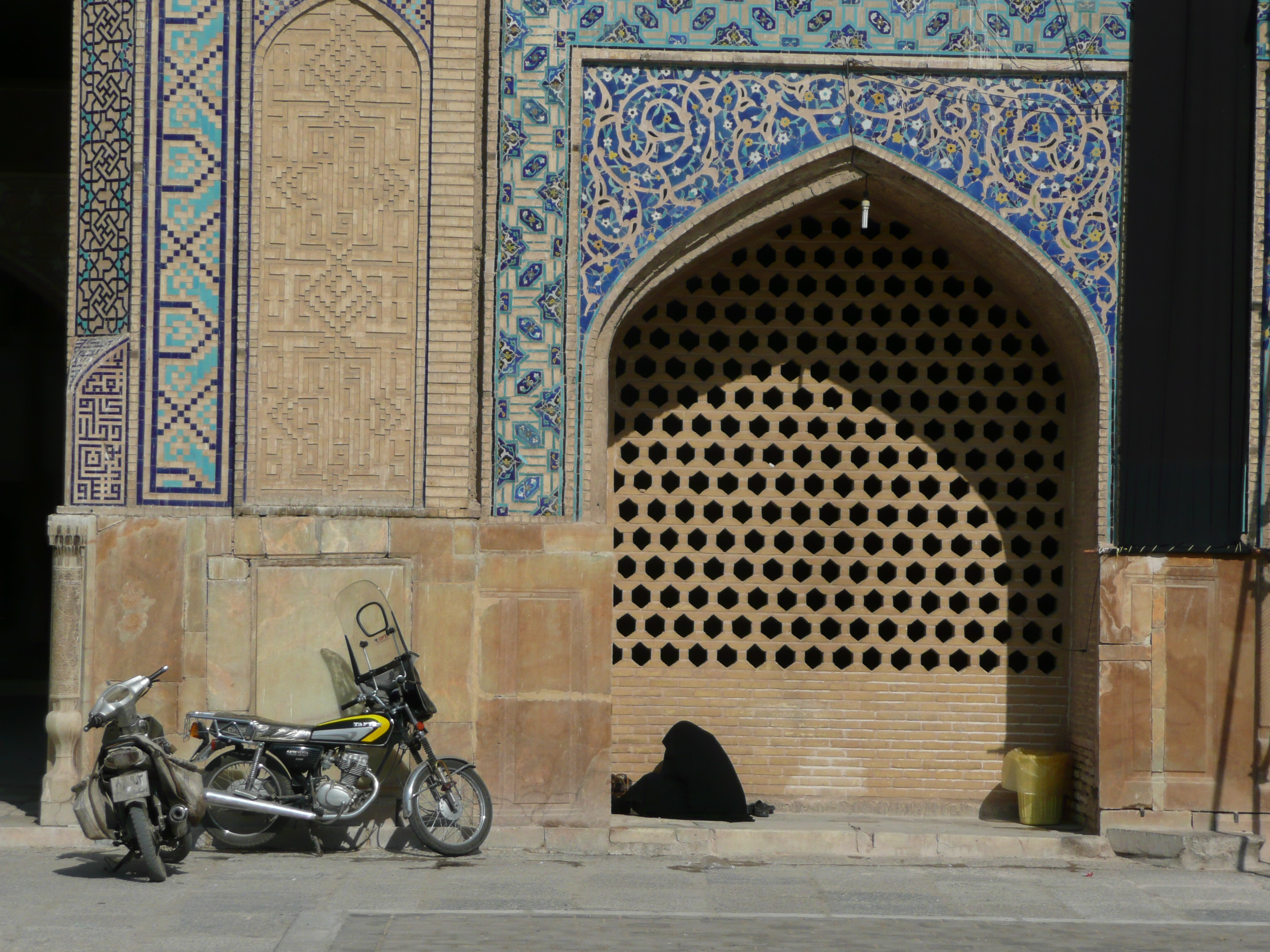
Кахлі на фасаді, Ісфаган, фото 2009 р.

## Провідні керамічні центри Персії
Провідні керамічні центри в середньовічній Персії склалися у містах Рей, Кашан, Саве. Але керамічне виробництво мала і низка малих поселень.

## Галерея

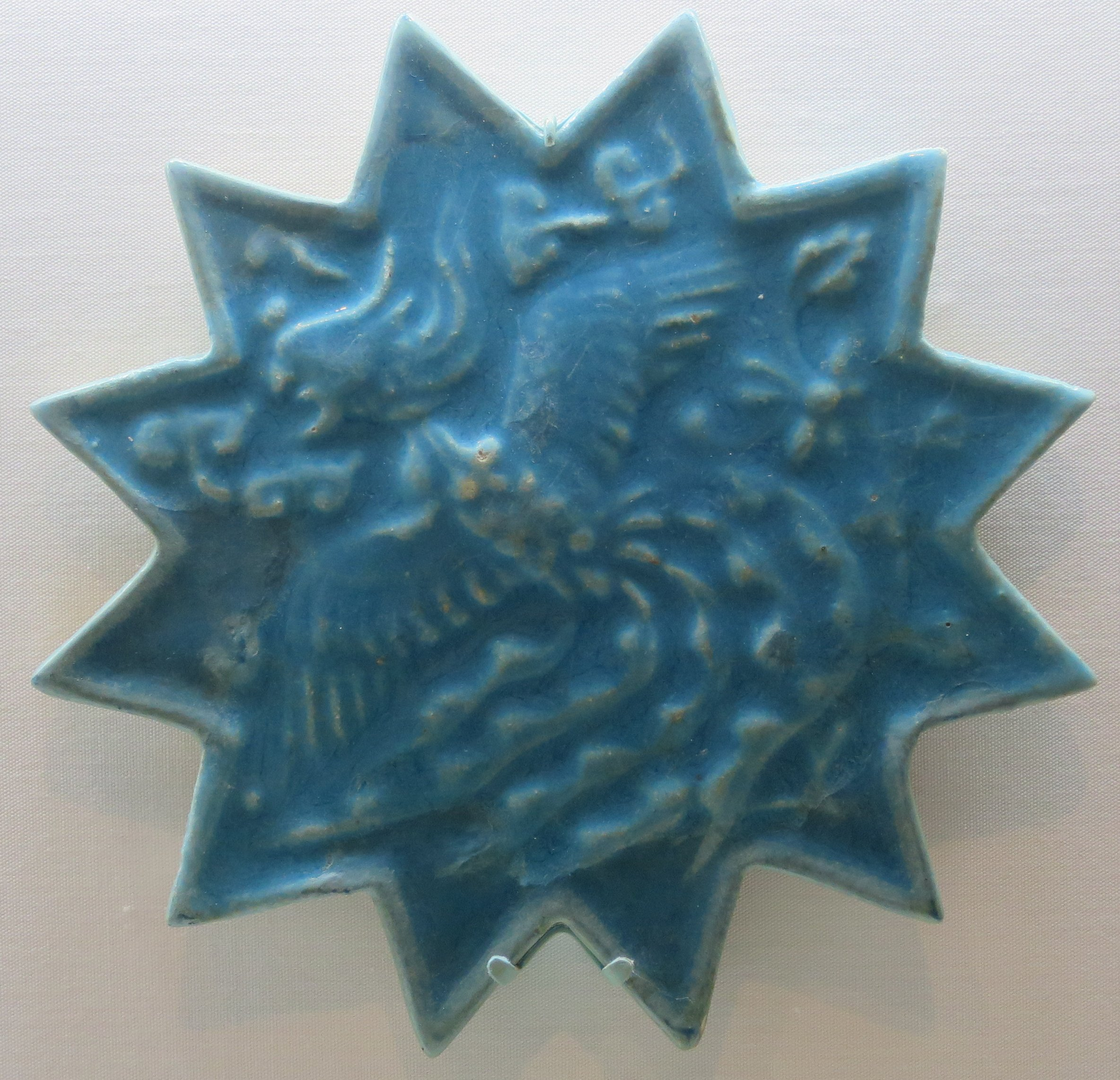
Синя зірчаста кахля з зображенням фенікса, Іран, Фонд ісламського мистецтва князя Доріс

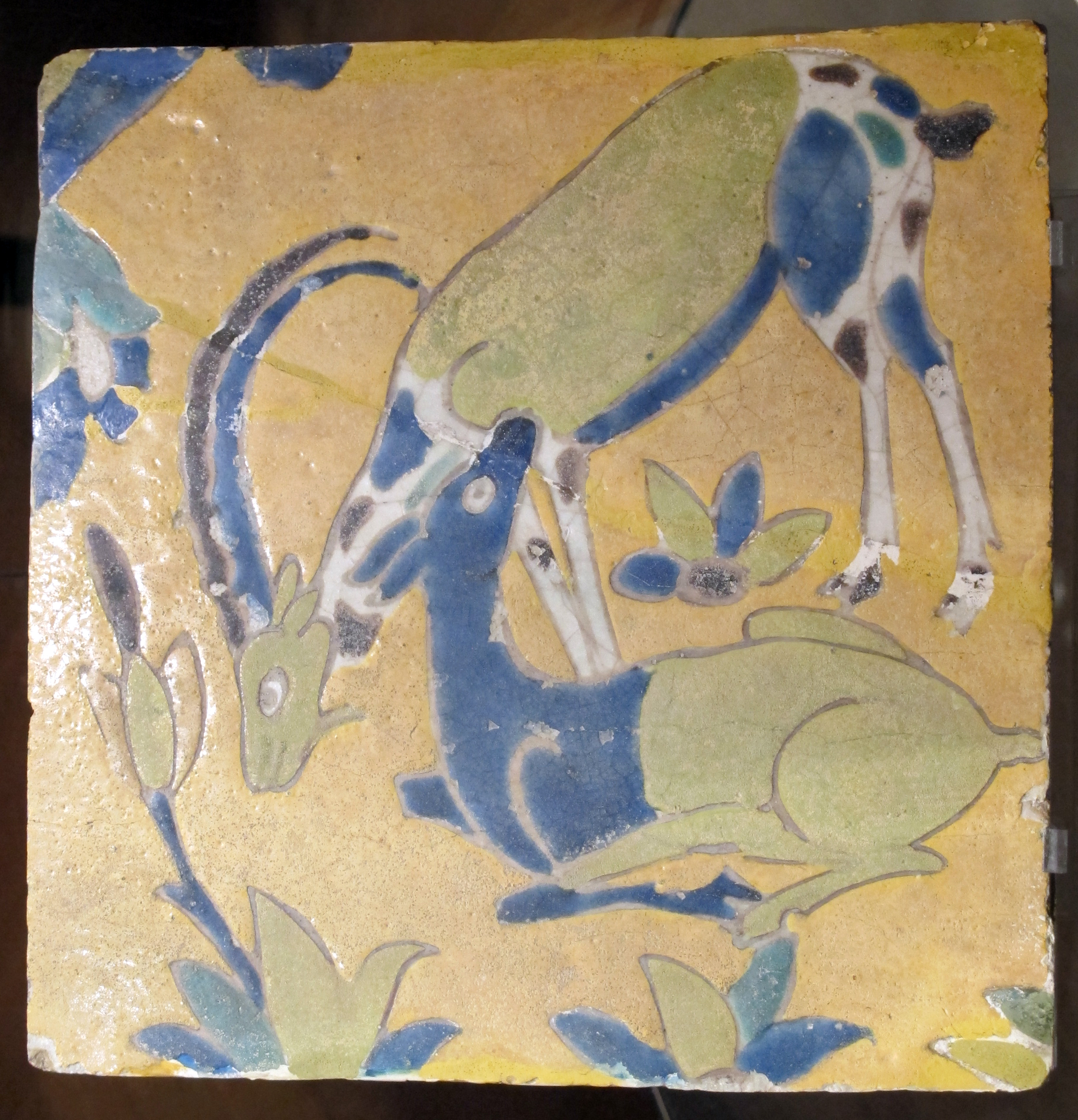
Іран. Кахля з газелями, до 17 ст.

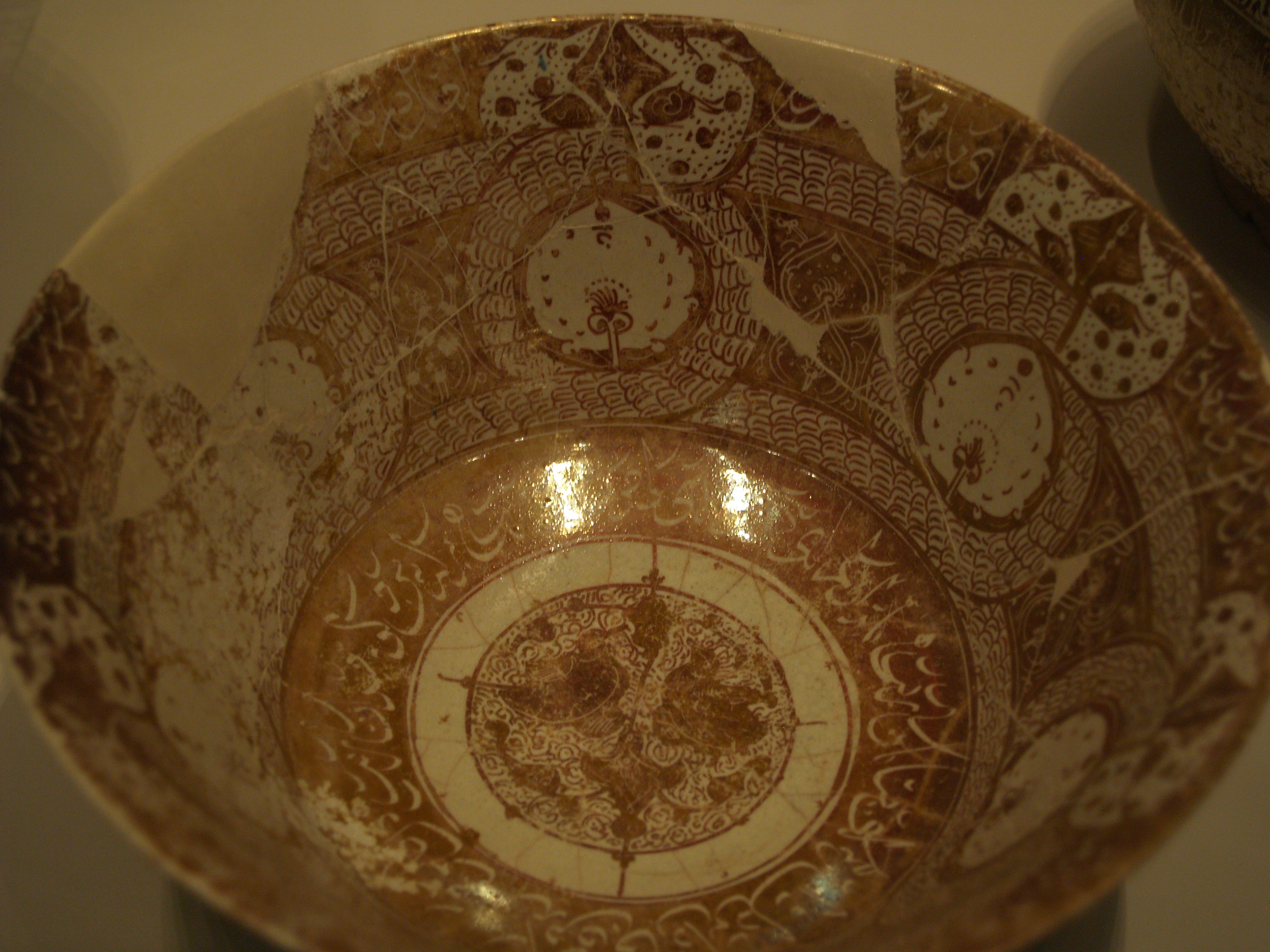
Керамічна таріль, Персія, 13 ст., Музей ісламського мистецтва, Берлін.
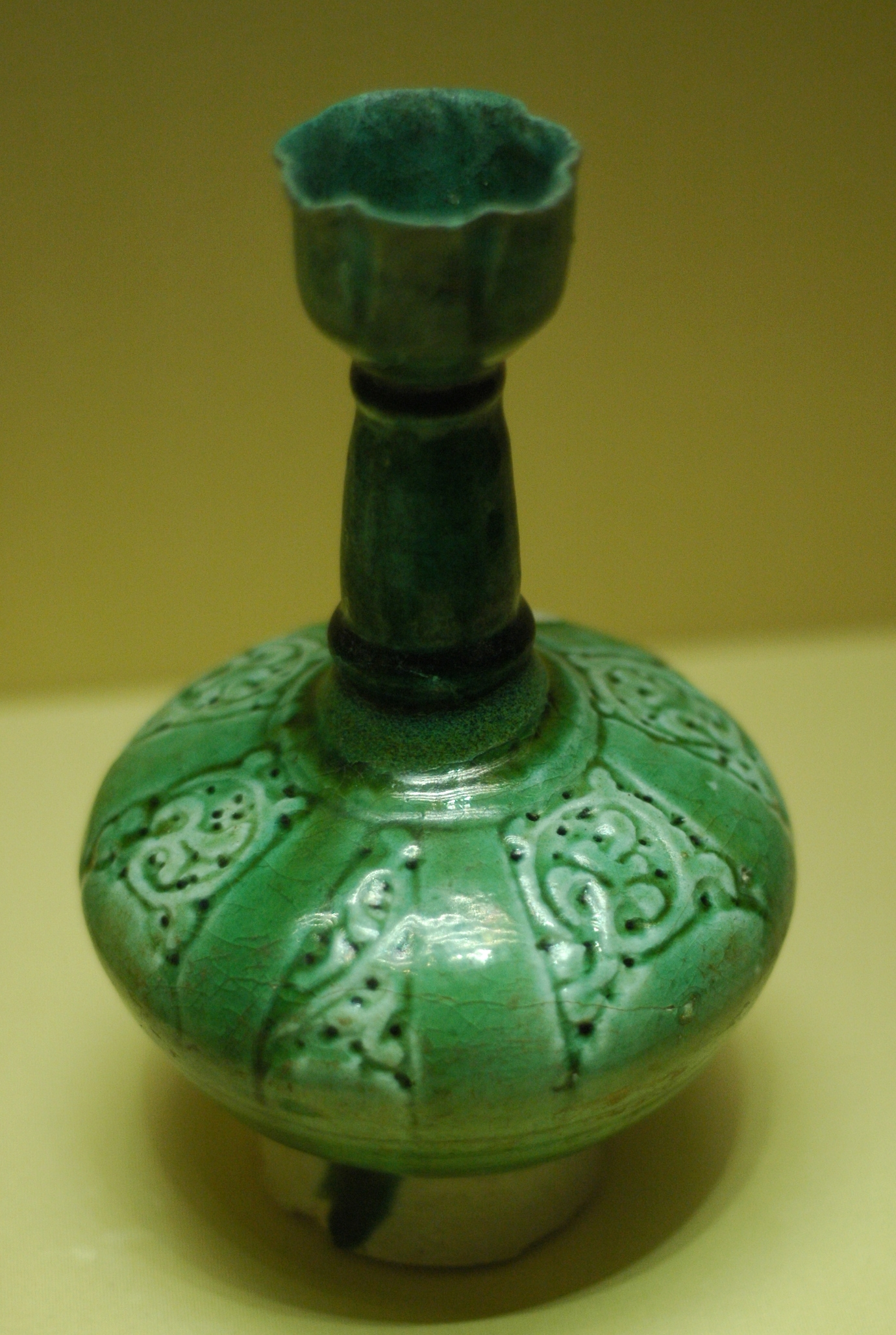
Перська керамічна пляшка, ( Лувр, Париж)
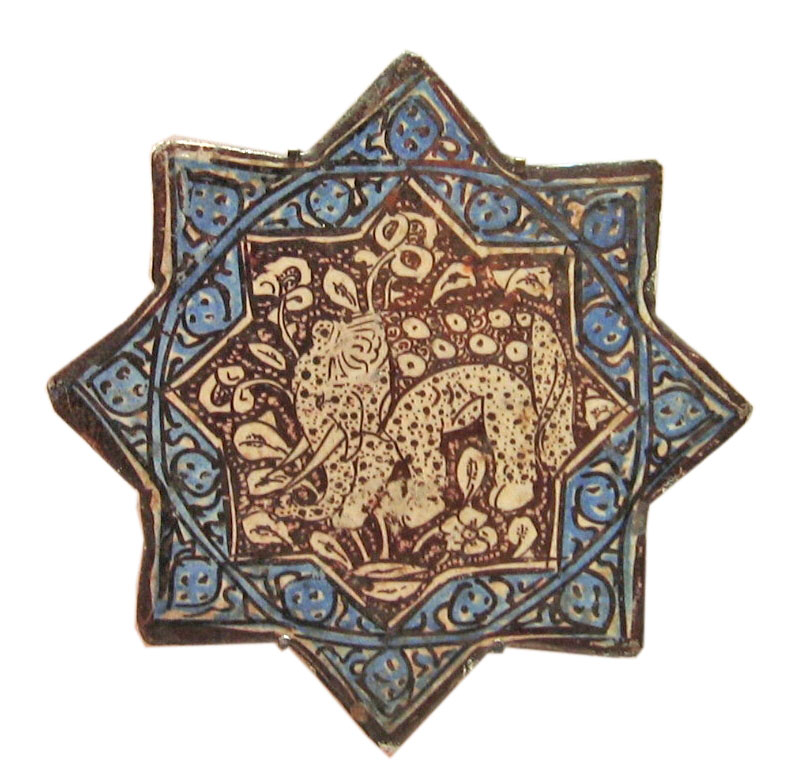
Зірчаста кахля зі слоном, 12 ст, Персія ( Лувр, Париж)
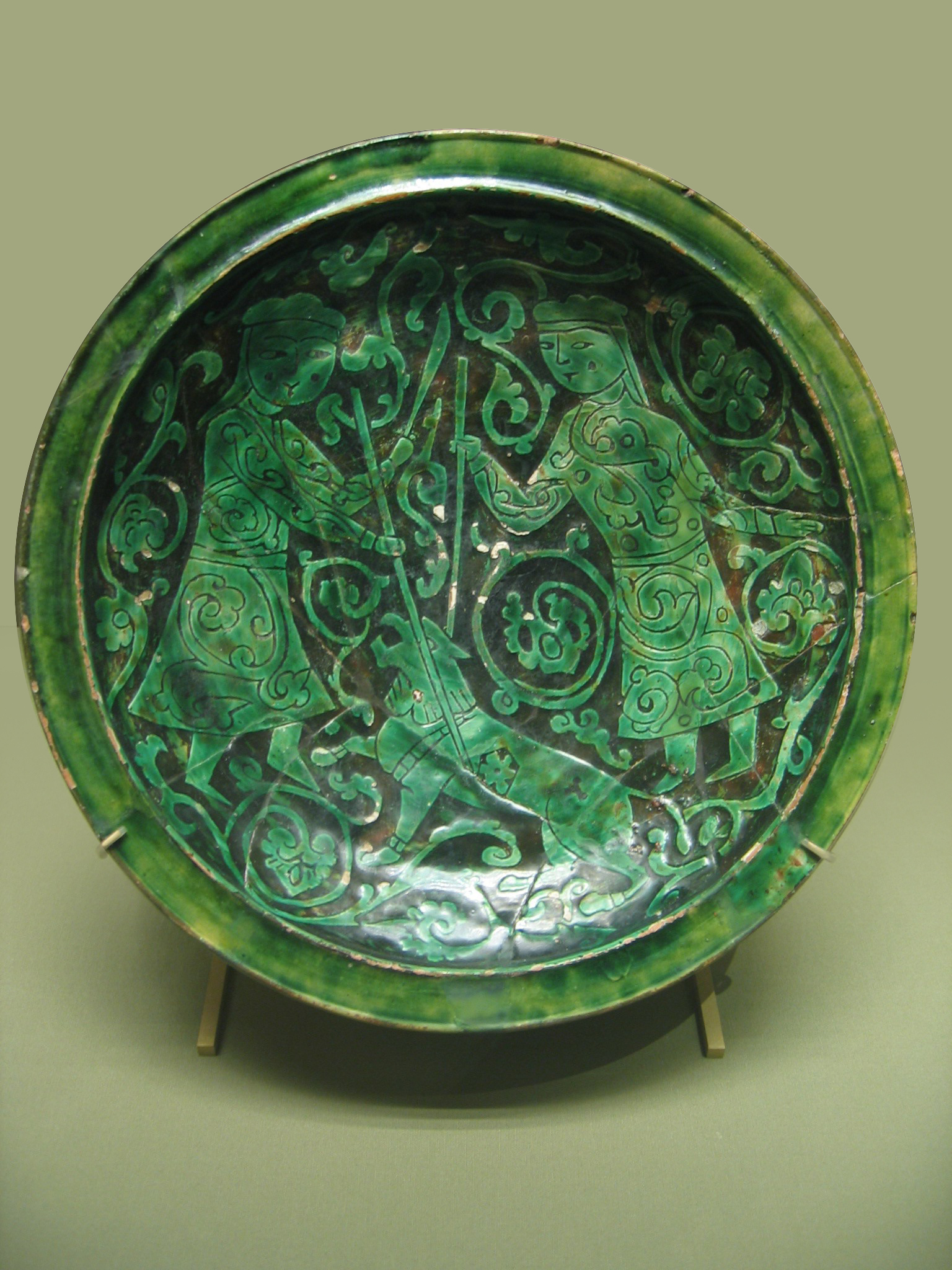
Два парубки на полюванні, перська кераміка, 12-13 ст., Лувр, Париж
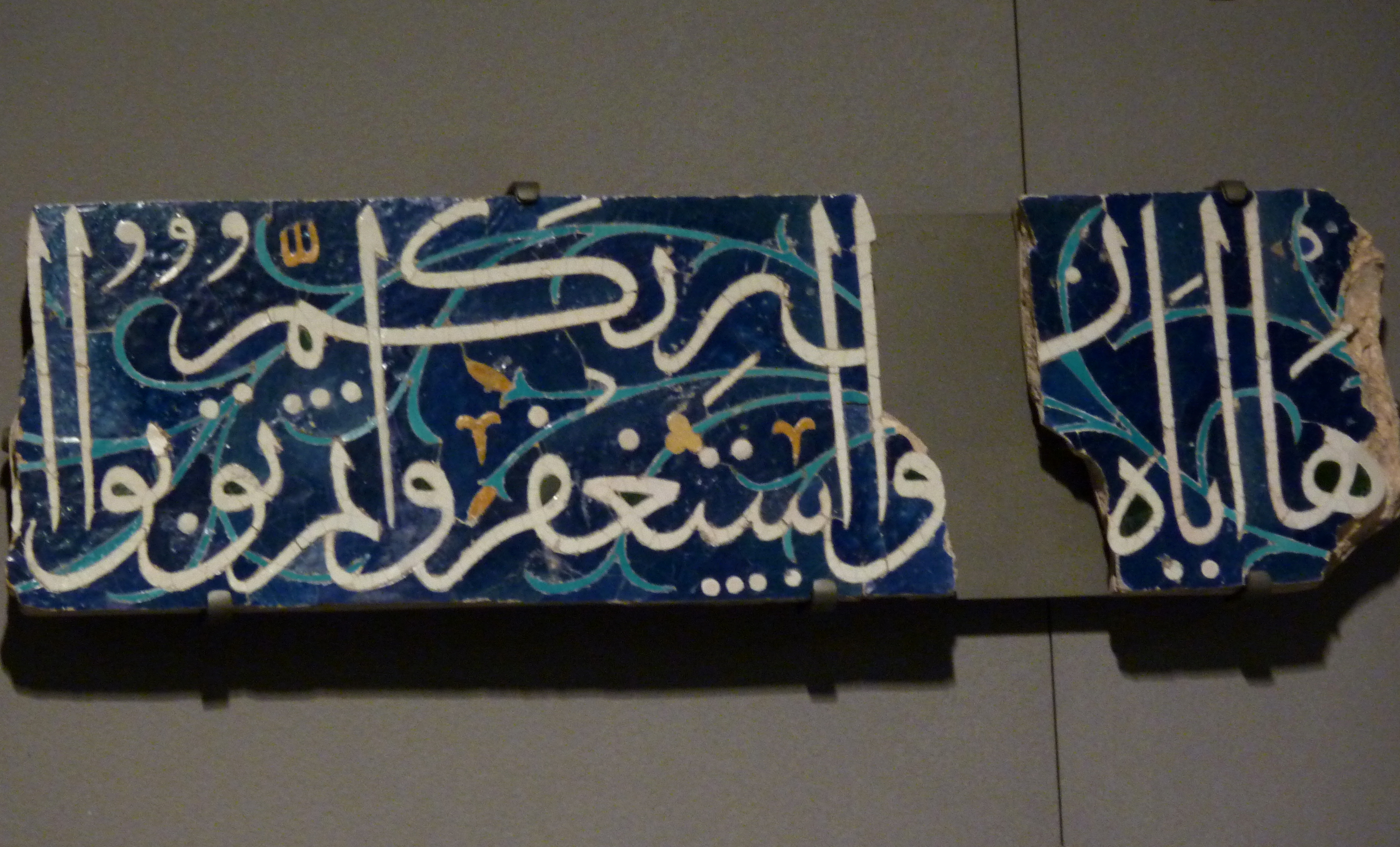
Керамічна смуга з каліграфічним написом, Тебріз, Персія, 15 ст. (близько 1465 р. )
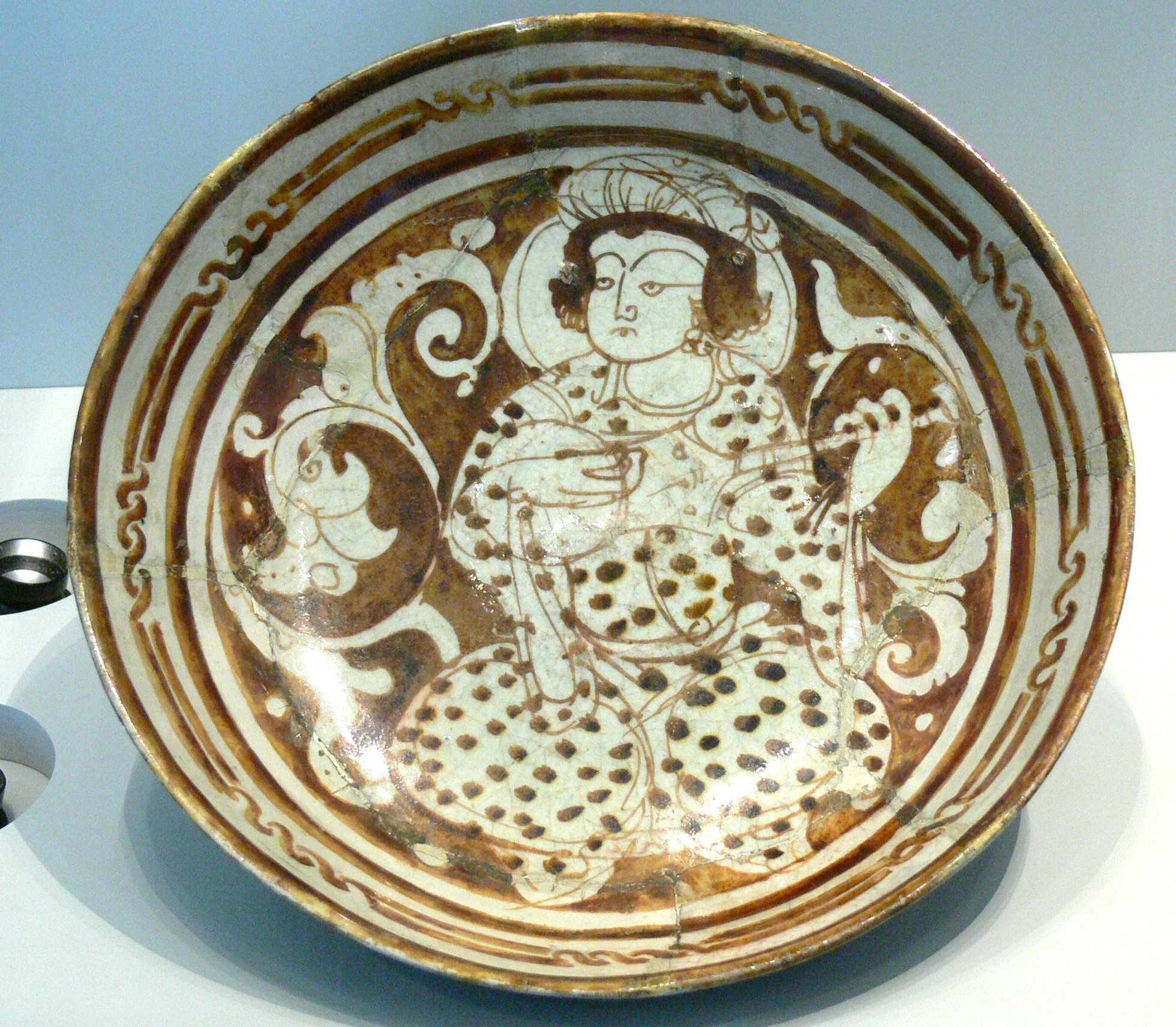
«Перський музи́ка, що грає на ребабі», керамічний центр Рей, Персія, бл. 1506 р., Музей ісламського мистецтва, Берлін.
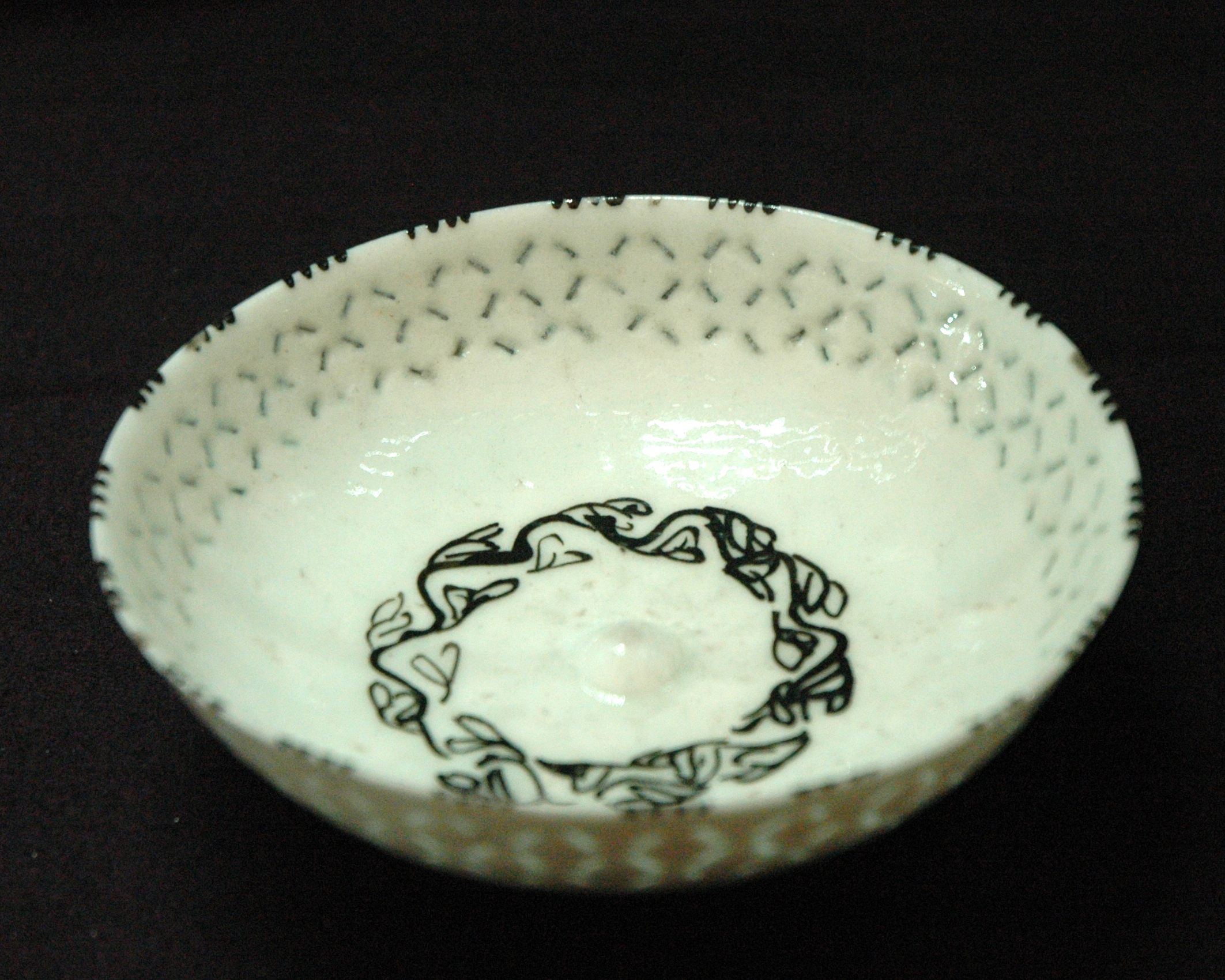
Перська піала з напівпрозорим декором, кінець 17 ст.,  ( Лувр, Париж)
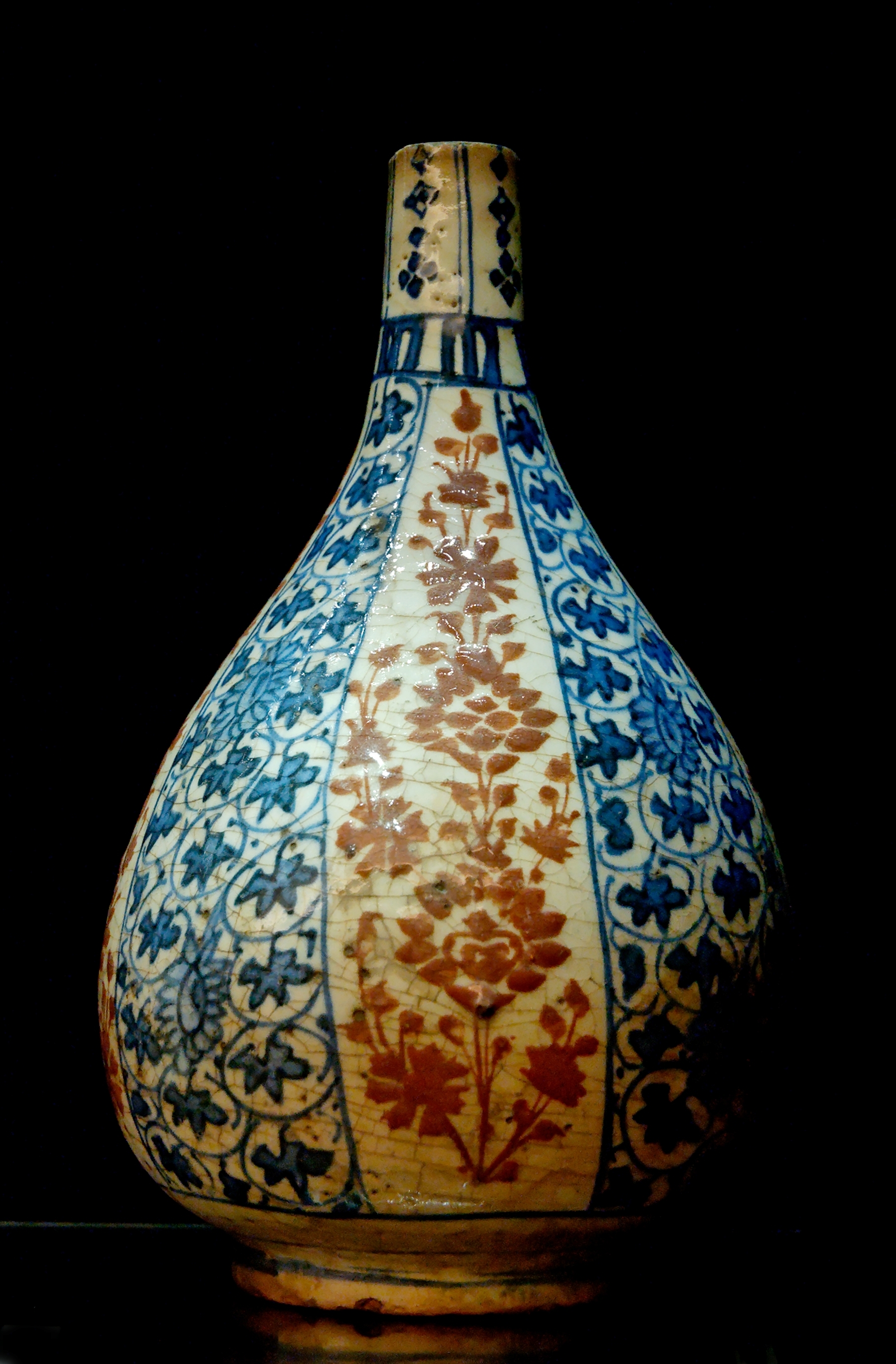
Перська керамічна пляшка з рослинним декором у два кольори, ( Лувр, Париж)
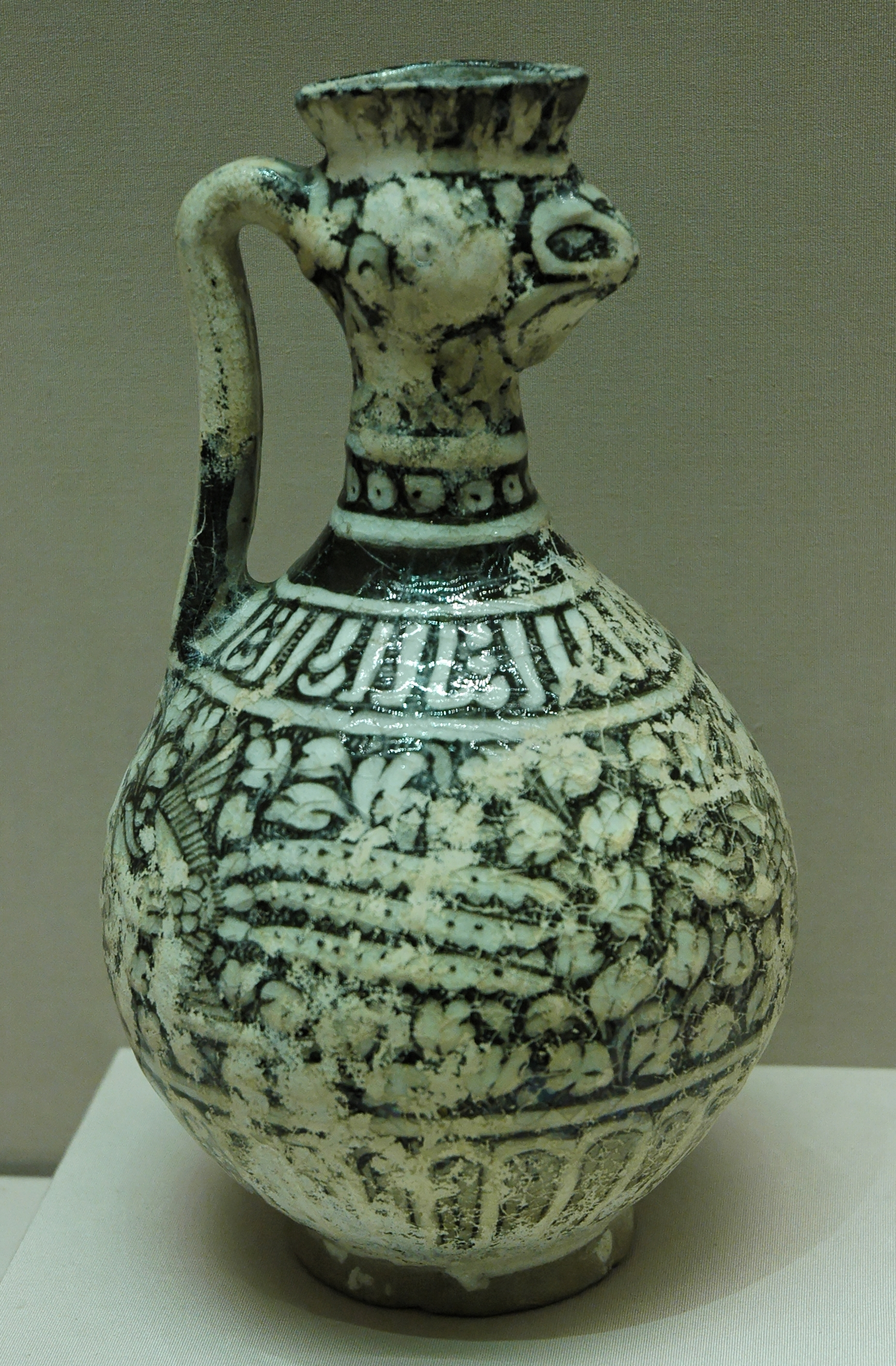
Глек з голівкою півня і арабським написом, Персія, 14 ст., ( Лувр, Париж)
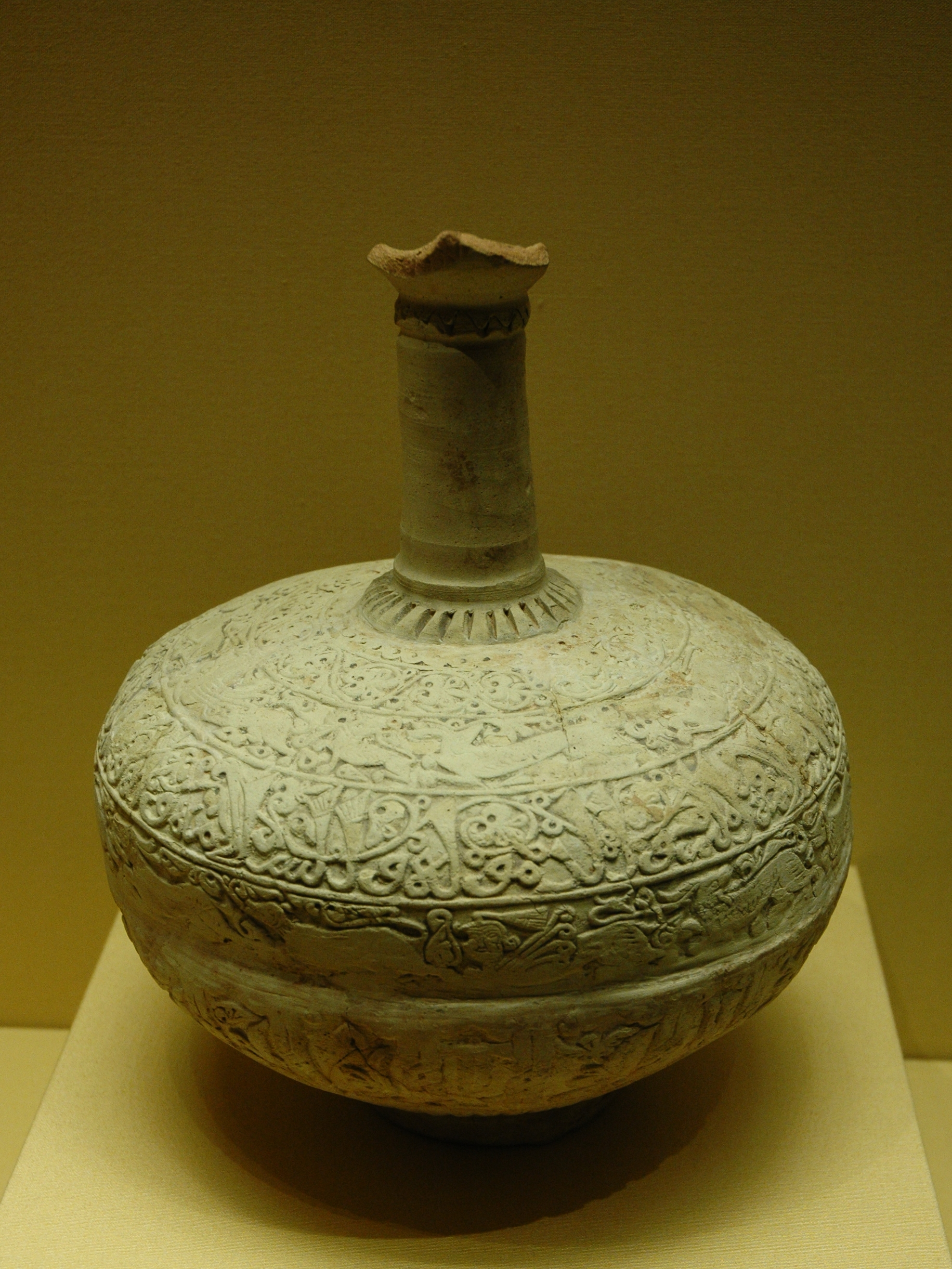
Керамічна перська пляшка зі складним декором, написом  і тваринами, ( Лувр, Париж)
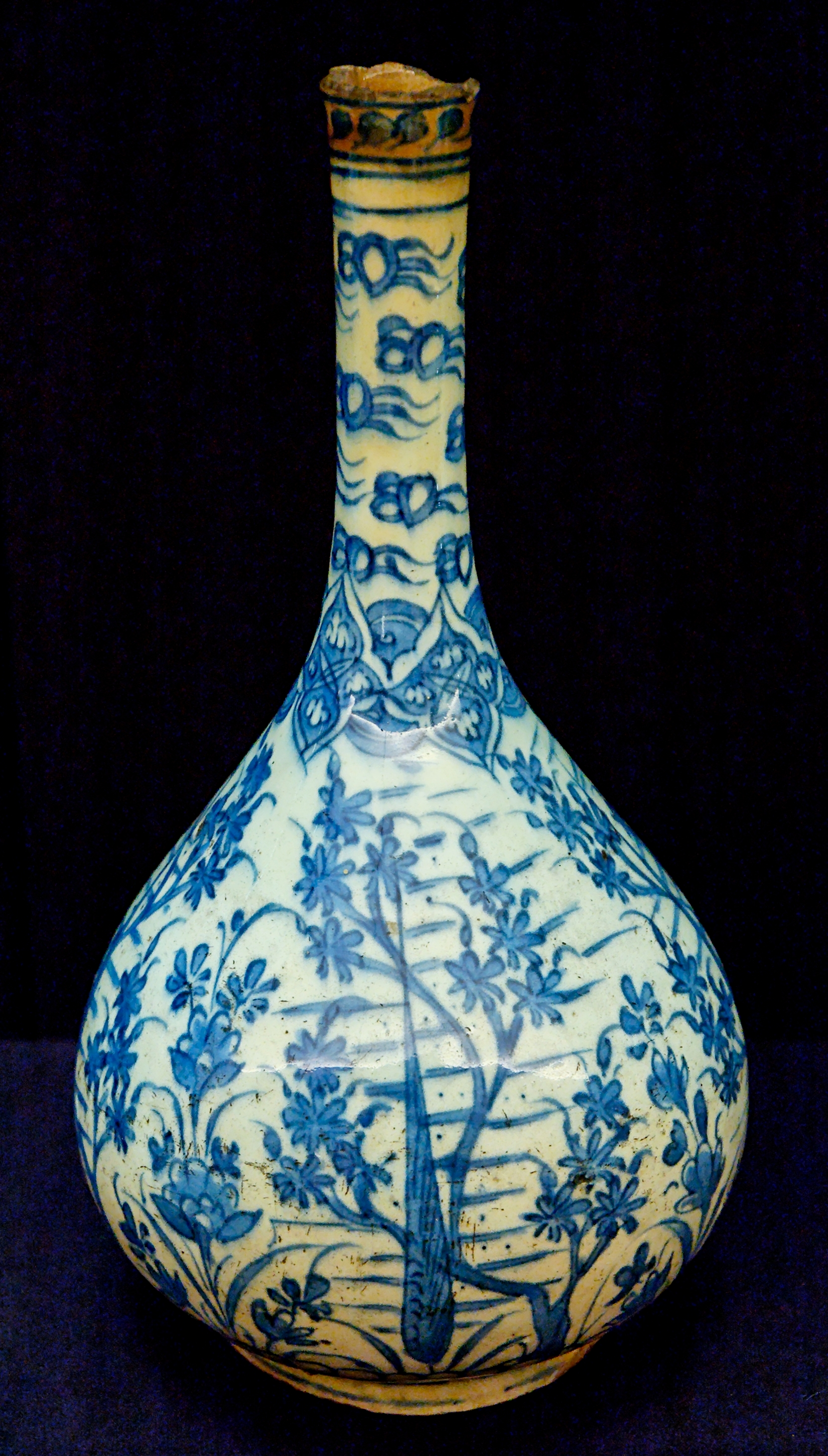
Перська керамічна пляшка з рослинним декором, ( Лувр, Париж)
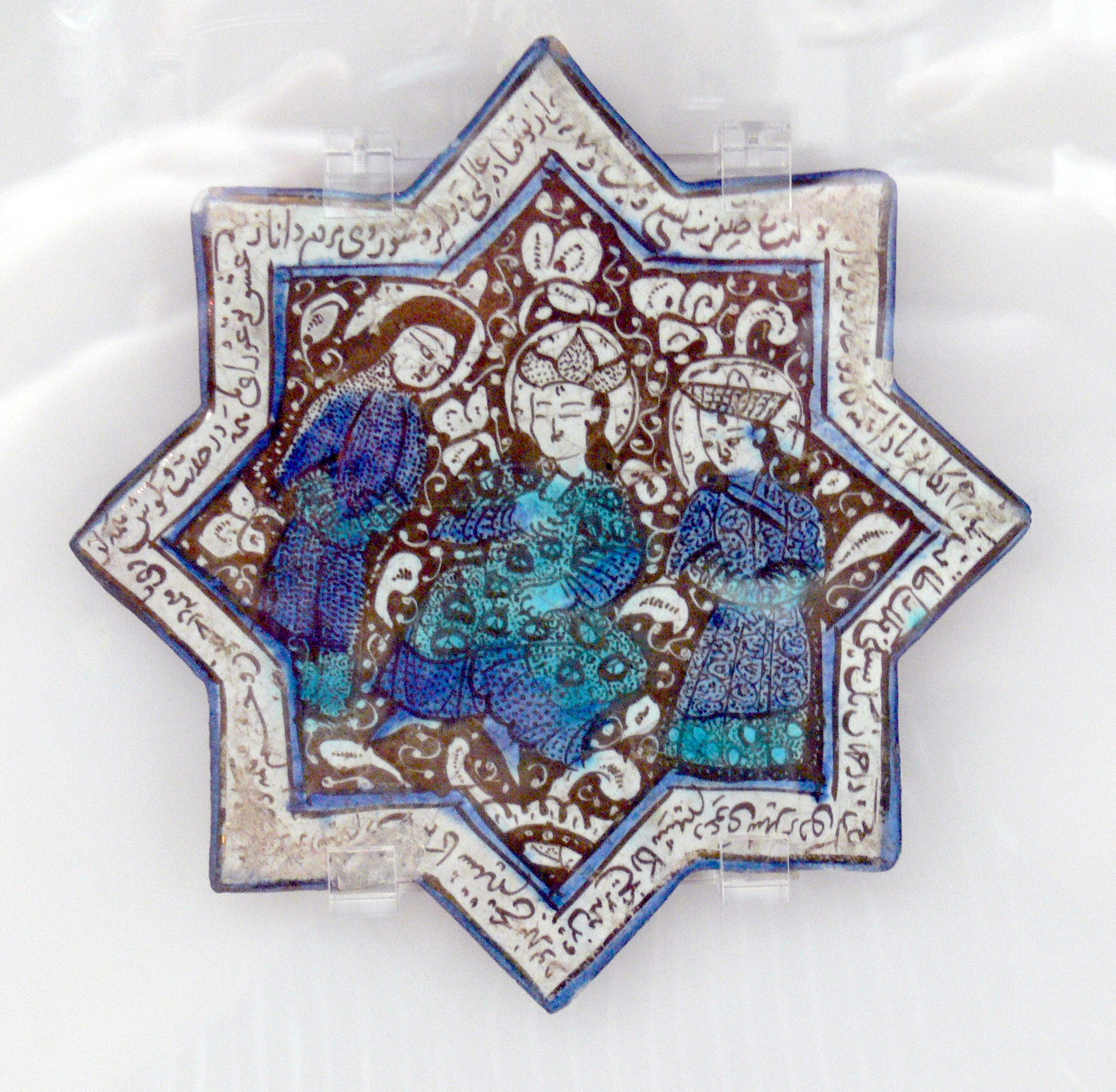
Зірчастий кахель з Кашана, 14 ст., Музей ісламського мистецтва, Берлін.